# Jórám júdai király
Jórám, héberül Jehoram, (héberül: יְהֹורָם / Yəhôrām ['az Úr fenséges'], görögül: Ιωραμ, latinul: Joram), (Kr. e. 881 k. – Kr. e. 842) Júda társkirálya Kr. e. 854-től, királya Kr. e. 849-től Kr. e. 842-ig.
Jósafát fia és utóda. Trónra lépése után kivégeztette hat fivérét; feleségének, Atáliának befolyására teret engedett Baál kultuszának. Balsikerű háborúban elvesztette Edomot, majd betörő filiszteus és arab csapatok feldúlták Judát s elhurcolták Jórám mellékfeleségeit, valalmint fiait Akházjáhu kivételével. Rövidesen gyógyíthatatlan bélbajt kapott és kínos halállal halt meg. Mindezt a csapást megjósolta neki Illés próféta egy levélben, amelyben fejére olvasta bűneit.